# Общество прикладной математики и механики
Общество прикладной математики и механики (нем. Gesellschaft für Angewandte Mathematik und Mechanik, сокращённо GAMM) — международное научное сообщество учёных, работающих в области прикладной математики и механики.

## История
Общество прикладной математики и механики было основано в Германии 21 сентября 1922 года известными учёными в области механики Людвигом Прандтлем и математики — Рихардом фон Мизесом. Основные задачи общества — координация деятельности учёных и распространение научной информации — решаются путём проведения научных мероприятий. Общество проводит ежегодные съезды, как правило, в различных городах Германии (в 1941 г. и 1944—1949 гг. съезды не проводились).
В 1958 году GAMM и ACM на совместном съезде в Цюрихе опубликовали стандарт универсального алгоритмического языка высокого уровня ALGOL 58, что стало важной вехой в истории вычислительной техники и программирования.
В 1989 году Общество учредило ежегодно присуждаемую премию имени Рихарда фон Мизеса для молодых (до 36 лет) учёных, получивших выдающиеся научные результаты в области прикладной математики и механики. По традиции эта премия вручается в ходе церемонии открытия ежегодного съезда. В программу церемонии открытия входит также пленарный доклад лауреата премии.
Обществом издаётся научный журнал РАММ, в котором публикуются материалы научных мероприятий.
По состоянию на начало 2000-х годов членами Общества являются около 2500 учёных из многих стран.

## Комментарии
1. ↑  Proceedings in Applied Mathematics and Mechanics, ISSN 1617-7061.